# Little King's Story
 (mai 2018).
Si vous disposez d'ouvrages ou d'articles de référence ou si vous connaissez des sites web de qualité traitant du thème abordé ici, merci de compléter l'article en donnant les références utiles à sa vérifiabilité et en les liant à la section « Notes et références ».
Little King's Story 王様物語 (Ōsama Monogatari) est un jeu vidéo développé par Cing et Town Factory. Mélange de simulation de vie et de stratégie en temps réel, il est publié sur Wii en avril 2009 en Europe et Australie, puis aux États-Unis en juillet et au Japon en septembre. 
La version américaine a connu quelques modifications, dont l'ajout d'un nouvel ennemi final pour la quête de la galerie d'art, un nouveau mode de difficulté "Tyran" après avoir fini le jeu une première fois et un mode 480p.
Une version retravaillée titrée New Little King's Story est sortie le 27 septembre 2012 en Europe sur PlayStation Vita.

## Scénario

### Situation initiale
Dans une chaumière, un petit garçon joue avec son théâtre de marionnette quand  un bruit attire son attention. Le bruit vient d'une malicieuse bande de rats qui s'est invitée dans sa chambre. Se voyant repérés, les rats prennent la fuite suivis par l'enfant. La poursuite continue loin dans la forêt jusqu'au moment où les rats s'échappent en se glissant dans un tronc d'arbre. Le garçon réalise alors qu'il se trouve loin de chez lui, perdu au cœur d'une forêt bien sombre.
En quête du chemin du retour, l'enfant se retrouve dans une clairière et à son centre, posée sur un rocher, une couronne étincelle. Le garçon pose la couronne sur sa tête et, une fois couronné, hommes et bêtes apparaissent pour s'incliner devant lui, il est dorénavant le roi.

### Début du jeu
Nouvellement couronné roi, Corobo prend place sur son nouveau trône dans son nouveau château. Force est de constater que la royauté n'apporte pas la richesse, le château est une maisonnette poussiéreuse et délabrée tandis que le trône n'est qu'un fauteuil en bois probablement vermoulu. Howser, le Chevalier de la vache, se présente comme étant le conseiller et explique qu'en effet le royaume est en bien piteux état. La caisse royale est totalement vide, les sujets sont au nombre de 12 et n'ont pas l'air motivés à travailler. La première tâche qui incombera à Corobo est donc de renflouer les caisses du royaume en partant à la chasse au trésor. Deux ministres sont là pour épauler le roi dans sa tâche, Verde, ministre des sauvegardes et Liam: ministre de tout le reste.
Voilà donc Corobo prêt à parcourir le royaume et à se présenter à ses sujets. Le roi peut aussi les recruter et leur donner des ordres comme déterrer quelques trésors dont la valeur sera estimée lorsque le roi retourne sur son trône. Une fois un certain montant amassé, Howser propose un plan de reconstruction de la ville qui consiste à construire une ferme. Celle-ci permet de former vos sujets paresseux en fermiers travailleurs qui, armés de leurs bêches, peuvent creuser des trous plus rapidement pour mettre au jour des trésors plus importants voire des sources d'eau chaude. La ferme n'est que le premier bâtiment proposé par Howser, bien d'autres suivent permettant de diversifier les métiers des sujets.

### Personnages
Roi Corobo
Le personnage principal. Corobo est un jeune garçon timide et solitaire. Après la découverte d'une couronne au milieu d'une clairière, il se retrouve à la tête d'un royaume qui a connu des jours meilleurs, son devoir est de le rendre à nouveau prospère même si cela doit passer par la conquête des royaumes voisins.
Howser
Chevalier du taureau, Hower a passé les 35 dernières années accompagnée de sa fidèle monture Pancho à la recherche d'un vrai roi. Après sa rencontre avec le Corobo, il est persuadé que sa quête est enfin terminée. Source de bon conseils, Howser a toutefois du mal à dissimuler son ambition et ses désirs de conquerir unifier et pacifier le monde.
Liam
Un des ministres du petit Roi. D'une carrure imposante, il a décidé de prendre le poste du ministre de Tout. Comprendre: il est là pour expliquer le fonctionnement du royaume, des différents métiers et bâtiments. Plutôt sympathique de prime abord, il devient de plus en plus exigeant avec la croissance du royaume mais reste quelqu'un sur qui Corobo peut compter.
Verde
L'autre ministre du petit Roi, cheveux châtains et robe verte, Verde assume le rôle de ministre des sauvegardes. Assez enjouée, elle devient assez sarcastique avec l'arrivée de nombreuses princesses dans le château et fait parfois preuve de jalousie envers elles.

#### Les princesses
- Princesse Abricot La princesse Abricot était retenue captive par le roi des Onii depuis une centaine d'années. Très reconnaissante envers le roi de l'avoir délivrée, elle espère de lui qu'il en fera sa reine. Douce et généreuse, elle ne sort jamais sans sa sucette géante. D'une nature assez romantique, elle demandera de chercher pour elle tous les endroits à voir du royaume.
- Princesse Bouquet  Intellectuelle contrairement à son père le Roi Déblok, elle aime les livres et les mathématiques. Aussi intéressée par la biologie, elle demandera de répertorier toutes les espèces vivants dans le royaume.
- Princesse Spoumoni A nouveau princesse puisqu'elle était mariée au Roi Choualacrème. Après que celui-ci a été vaincu par Corobo, elle décide de divorcer pour aller à son tour vivre au château. Femme d'une corpulence certaine, comme son ex-mari elle adore la nourriture sous toutes ses formes. Elle demandera par ailleurs de rechercher tous les différents aliment du royaume.
- Princesse Coccinelle  Sœur du roi Plateau Télé, elle rêve de devenir chanteuse. Elle passe ses soirées dans la cour du château à s'entraîner au chant et demandera à Corobo de lui ramener les airs à la mode chantonnés par les habitants du village.
- Princesse Shizuka Mystérieuse, elle prétend être capable de parler avec les extras-terrestres. ceux-ci sont apparemment responsable de la disparition des animaux du royaume et demandera donc à Corobo de les retrouver.
- Princesse Féléna  Cette princesse est sans doute la plus âgée des princesses mais c'est aussi une vraie femme fatale avec ses cheveux rouges et son grand décolleté. Elle aime les pierres précieuses et enverra Corobo chercher des pierres rares dans le royaume.
- Princesse Martel  La plus jeune des princesses, elle passe son temps à se promener dans sa voiture à pédale. Elle tient un livre des records et demandera à Corobo de les atteindre.

Chaque princesse représente un fantasme masculin, de la soumise Princesse Abricot à la femme fatale Ferne en passant par l'intellectuelle à lunette Bouquet.

#### Les rois
- Roi des Onii Très fier de sa force, le roi des Onii gouverne la vallée noire. Le roi des Onii est la version géante des Onii, ces petits démons noirs à la grande bouche et qui possèdent une unique corne au-dessus de la tête.
- Roi Déblok Déblok règne sur le royaume de Beuverie Hills. Il aime faire la fête par-dessus tout et passe son temps à danser et à consommer des grandes quantités d'alcool.
- Roi Choualacrème Extrêmement gourmand, ce roi aime se gaver de gâteaux et autres pâtisseries.
- Roi Plateau télé Diffuse des émissions de télévision dans le monde entier. Sa tête est un écran de télévision géant.
- Roi Omelette Passe son temps dans un œuf géant à se poser des questions existentielles sur le moi, le ça et le surmoi.
- Roi Long sauvage  Ce roi se trouve au sommet du Mont Sobamanjaro. Il est très fier de sa grande taille car selon lui, seul le plus grand peut régner.
- Moussaka Roi assez particulier puisqu'il semble composé de carton, de crayons et de morceaux de jouets.
- Le roi des rats Un rat géant accompagné de ses trois acolytes. Cruel, il n'hésitera pas à dévorer vos troupes.

## Système de jeu
Little King's Story mélange aventure et de gestion dans un univers d’heroic-fantasy. Son système de jeu le rapproche de jeux comme Pikmin, Harvest Moon, Final Fantasy Crystal Chronicles: My Life as a King et Animal Crossing. Le joueur dirige un roi qui sera suivi par différentes classes de personnages : soldat, fermier, archer, bûcheron, chasseur, fleuriste et charpentier.
Le roi, contrôlé par le joueur, peut envoyer ses sujets attaquer des ennemis, battre en retraite ou bien se défendre.

### L'exploration
L'exploration du monde est une phase essentielle dans Little king's story puisqu'elle est nécessaire à la recherche des trésors qui permettent de renflouer les caisses du royaume et ainsi financer les agrandissements successifs.
L'accès aux nouvelles zones est limité soit par des obstacles naturels soit par des ennemis particuliers (gardiens ou roi). Dans tous les cas, il faut utiliser au mieux les capacités des sujets:
- Fermiers et soldats enlèvent les petits rochers et les troncs d'arbres qui bloquent les chemins
- Bûcherons et mineurs enlèvent respectivement les souches géantes et les gros rochers
- Les charpentiers construisent les ponts et les escaliers pour passer rivières et falaises.

Les différents ennemis croisés ont eux aussi leurs points faibles. Certains sont extrêmement difficile à battre sans l'unité nécessaire.
Le monde est très vaste mais les déplacements sont rapidement simplifiés avec la possibilité de rentrer directement au château à partir d'une zone ennemie en appuyant sur le bouton 2 lorsque l'on se trouve dans le menu ou la possibilité pour les charpentiers de construire des cannons qui propulseront le roi et sa garde dans la zone souhaitée. Visiter une zone ne suffit pas à se l'approprier, pour compléter l'annexion il faut éliminer des gardiens pour les zones proches de votre royaume ou les rois pour les royaumes voisins.

### Les batailles
Les batailles se font en temps réel. Le roi n'a pas une grande force de frappe mais peut envoyer ses sujets au combat ainsi que sonner la retraite.
Pour attaquer un monstre, il est possible d’utiliser le mode cible (Z). Ce mode permet de cibler précisément une créature mais aussi voir sa barre de vie. Ensuite il ne reste plus qu'à envoyer les sujets à l'attaque (A) ou éventuellement sonner la retraite (B). Tous les métiers peuvent être utilisés lors d'un combat mais certains sont plus spécialisés que d'autre. Un soldat sera plus efficace et résistant qu'un fermier. La gestion de la garde royale et des métiers qui la composent est donc essentielle lors de la préparation d'un combat.
Chaque sujet possède un certain nombre de points de vie, ceux-ci dépendant entre autres de leur métier. Lorsque ceux-ci se retrouvent blessés lors d'un combat leur apparence change. Ils vieillissent peu à peu jusqu'à atteindre le stade de vieillard lorsqu'ils ne possèdent plus qu'un point de vie. Ceci concerne aussi le Roi. Jeune lorsqu'il possède ses 3 points de vie, il se retrouve barbu lorsqu'il n'en a plus que 2 et ses cheveux deviennent blancs lorsqu'il n'a plus qu'un seul point de vie. Pour regagner des points de vie, il suffit de se baigner dans une source d'eau chaude que les fermiers auront révélés ou de retourner dormir au château.

### Gestion du royaume/ des sujets
La gestion des bâtiments est assez basique. Ceux-ci se débloquent au fur lorsque le joueur progresse dans l'histoire ou après avoir annexé un nouveau territoire. Ensuite, il ne reste plus qu'à amasser suffisamment de trésors pour financer le projet. Chaque bâtiment a une place prédéterminée. Une fois celui-ci construit il est impossible de le retirer.
On peut distinguer deux types de bâtiments :
- Les maisons qui augmenteront le nombre de sujets du royaume sur lesquelles on peut prélever des taxes.
- Les autres bâtiment qui permettent de changer le métier des sujets, certains métiers sont gratuits, d'autres coûteront des frais supplémentaires.

Les métiers disponibles sont :
- Fermier
- Charpentier
- Soldat
- Chasseur
- Bûcheron
- Mineur
- Marchand
- Officier
- Cuisinier
- Méga-charpentier
- Giga-charpentier

Ainsi que des métiers spéciaux qui ne concernent qu'un seul de vos sujet :
- 1 Médecin (ou 1 infirmière)
- 1 Magicien (ou 1 magicienne)
- 1 Chevalier de fer

Changer le métier d'un sujet change aussi son nombre de points de vie. Chaque métier possède un nombre de point de vie maximum déterminé, lors du changement de métier, le nombre de point de vie donnée au sujet est aléatoire.
Chaque sujet peut porter un objet, ceux-ci peuvent améliorer légèrement des caractéristiques (points de vie, attaque..) améliorer les résistances (au poison, au feu...) ou bien seulement faire joli. Ces objets spéciaux sont rares et se trouvent en résolvant des quêtes ou en battant certains ennemis. Les sujets peuvent aussi être améliorés en achetant des plans de développement qui permettent d'augmenter les points de vie ou l'attaque.

### Métiers spéciaux

#### Télénaute
Le télénaute apparait dès que le joueur a réussi à battre le Roi Plateau TV (Télédrama). Sa spécialités est de casser les TV qui encombre le chemin.
Remarque : il ne peut pas changer de métier ; il n'est possible d’en avoir qu'un seul.

#### Androïde
L'androïde apparait dès que le joueur a réussi à battre le Roi Moussaka (Île émergée). Sa spécialité est de construire des dragons avec les vieux blocs cassés.
Remarque : il ne peut pas changer de métier ; il n'est possible d’en avoir qu'un seul.

#### Echala
L'échala apparait dès que le joueur a réussi à battre le Roi Long Sauvage (Mont Sobamanjaro). Ses spécialités sont d'envoyer des boules de lave sur vos ennemis et de ramonner les fissures fumantes.
Remarque : il ne peut pas changer de métier ; il n'est possible d’en avoir qu'un seul.

#### Euphoplatien
L'euphoplatien apparait dès que le joueur a réussi à battre le Roi Omelette (Souciville). Sa spécialité est de casser les œufs qui encombre votre chemin.
Remarque : il ne peut pas changer de métier ; il n'est possible d’en avoir qu'un seul.

### Mini-jeu
Lorsque le royaume est suffisamment développé et que le château a atteint sa taille maximale, le joueur peut jouer au tennis de table dans une des salles du château. Le jeu est très basique, il suffit de renvoyer 10 fois la balle à l'adversaire pour remporter la partie. Une fois les 4 niveaux de difficulté battus, le joueur remporte un objet rare.

## Développement
Little King's Story a été présenté pour la première fois en 2007 au Tokyo game show sous le nom de "Project O". Ce titre est un jeu de mots fait à partir du mot japonais Roi qui se prononce "Oh" mais peut aussi être interprété comme le chiffre 0 qui indiquait que le jeu commençait de 0.
Le premier prototype du jeu a pris un an à Yoshirô Kimura et à son équipe qui n'était à ce moment-là composée que de 5 personnes. L'équipe s'est vite agrandie lors de la phase de production pour passer à 20 personnes plus 20 à 30 personnes supplémentaires pour les cinématiques et 4 personnes pour la musique. Kimura a déclaré s'être inspiré du livre "Le petit prince" 

mais bien d'autres références littéraires européennes se trouvent dans le jeu. Si l'histoire rappelle un peu celle du conte d'Hoffmann: Casse noisette et le roi des souris, le chevalier Howser et son fidèle destrier bovin Pancho ne peut que nous rappeler Don Quichotte. Les vaches, par contre, viennent tout droit de la grande série des harvest moon. D'ailleurs, il est possible de construire une ferme qui porte le doux nom de Moon harvest si une référence supplémentaire était nécessaire.
Un concours avait été lancé sur le site officiel de Little king's story pendant son développement. Le but du jeu était de dessiner un des monstres (en Anglais: UMA: Unidentified Mysterious Animal) qui allait parcourir votre royaume. Le concours terminé, 6 d'entre eux virent leur créature implémentée dans le jeu tandis que les 99 suivants peuvent retrouver leurs dessins exposés dans le jeu même.
Équipe de développement
- Producteurs : Yasuhiro Wada (Harvest moon),
- Yoshirou Kimura
- Game design : Norikazu Yasunaga
- Chef de projet : Youichi Kawaguchi (Dragon Quest VIII)
- Caracter design : Hideo Minaba (Final Fantasy XII)
- Monster design :Kazuyuki Kurashima (Freshly-Picked Tingle's Rosy Rupeeland)
- Musique : Yoko Shimomura (Kingdom hearts)

## Bande-son
C'est Yoko Shimomura qui s'est chargée des musiques du jeu. Celles-ci sont des grands classiques revisités, parmi celles-ci on peut retrouver:
- Introduction : Boléro de Ravel
- Menu principal : Pump and circumstance march no 1 d'Edward Elgar
- Matin au réveil : Peer Gynt Suite n01: Au matin par Edvard Grieg
- Combats contre les gardiens : Fin de l'Ouverture de Guillaume Tell de Rossini
- Combat contre le Roi Duvroc : Habanera (Carmen) de Bizet

Ainsi que quelques airs tirés de Casse-noisette de Piotr Ilitch Tchaïkovski.
- Acte 1, scène 1 : la marche
- Acte 2 : Danse chinoise
- Acte 2 : Danse des mirlitons

## Accueil

### Critique
Little King's Story reçoit des critiques dans l’ensemble positives de la presse spécialisée.

### Ventes
Little King's Story connaît des ventes globalement décevantes selon son éditeur.